# Movimento Passe Livre
Manifestação contra o aumento das tarifas de ônibus, trens e metrô em São Paulo, durante os protestos de 2013.
O Movimento Passe Livre (MPL) é um movimento social brasileiro que defende a adoção da tarifa zero para transporte coletivo. O movimento foi fundado em uma plenária no Fórum Social Mundial em 2005, em Porto Alegre, e ganhou destaque ao participar da organização, em 2013, dos primeiros protestos em São Paulo por causa do aumento da tarifa de ônibus, que culminaram em protestos por todo país após o aumento da repressão policial contra manifestantes e jornalistas.

## Histórico

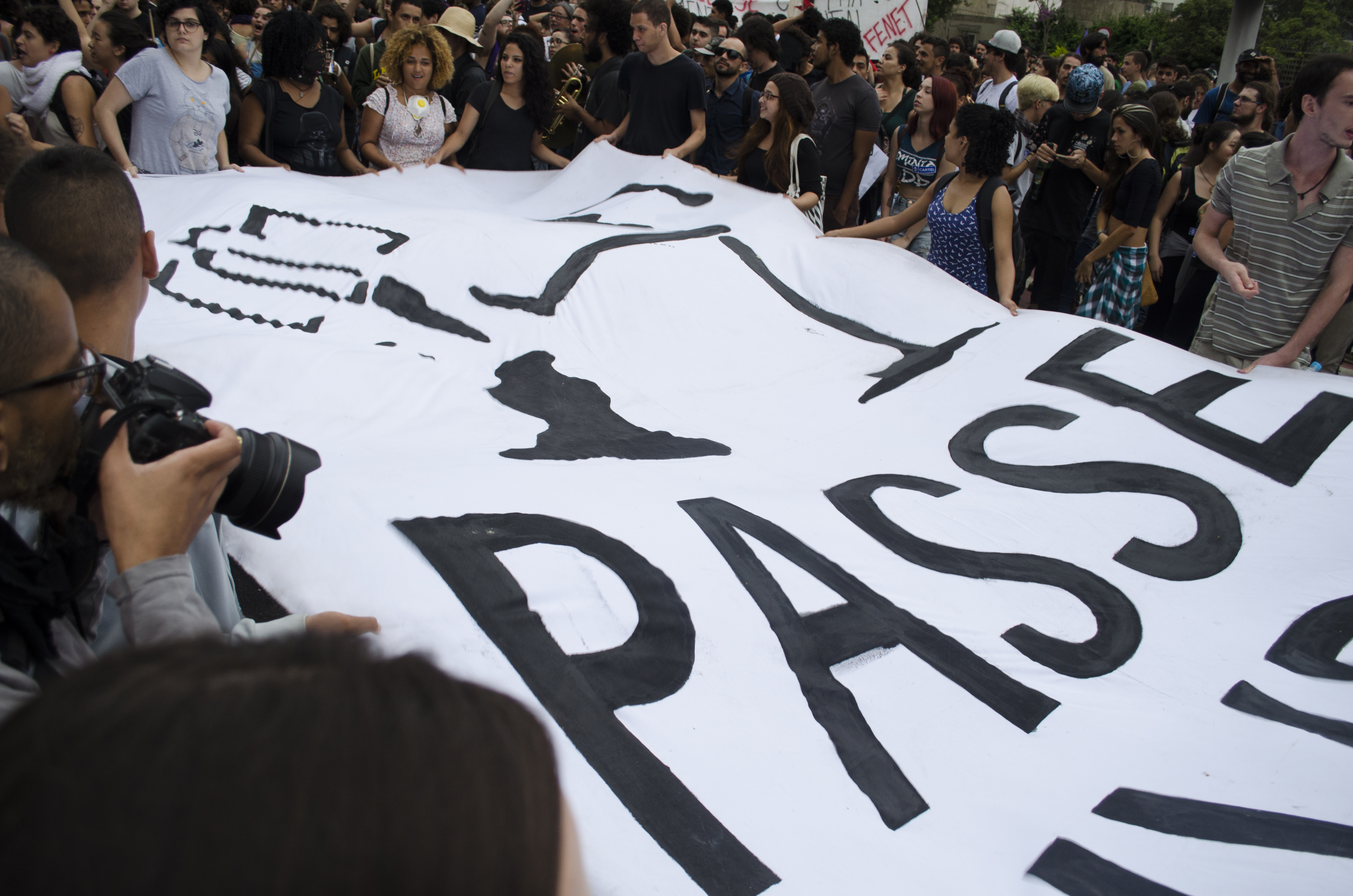
Bandeira do Movimento Passe Livre, em protesto realizado em 2016, São Paulo

O MPL foi constituído numa plenária realizada em janeiro de 2005 no Fórum Social Mundial em Porto Alegre, a partir de grupos e coletivos que pautavam a luta pelo passe livre estudantil em várias cidades brasileiras. A iniciativa da formação de um movimento articulado nacionalmente partiu da Campanha pelo Passe Livre de Florianópolis, existente desde 2000, e que já havia organizado um encontro nacional na cidade em 2004.
Um acontecimento que contribuiu significativamente para o desenvolvimento das lutas e da subjetividade que levaram à constituição do MPL foi a chamada Revolta do Buzu. Ela consistiu numa mobilização popular, protagonizada por estudantes, sem a liderança de partidos ou entidades estudantis tradicionais, que por cerca de 3 semanas em agosto de 2003, tomou as ruas de Salvador, paralisando a cidade contra o aumento das passagens de ônibus. Apesar da intensidade das manifestações o aumento não foi revogado.
Em 2004, inspirada pela Revolta do Buzu, a Campanha pelo Passe Livre de Florianópolis chamou mobilizações contra o aumento da tarifa de ônibus, desencadeando o que ficou conhecido como Revolta da Catraca. Ao fim de dez dias de intensos protestos na cidade, o aumento foi revogado. Em 2005 houve novo aumento de tarifa em Florianópolis, e após três semanas de manifestações o aumento foi mais uma vez revogado. Em 2005, manifestações em Vitória também levaram ao revogamento do aumento das tarifas de ônibus.
Em julho de 2005 ocorre o II Encontro Nacional do Movimento Passe Livre, em Campinas, São Paulo. Em 2006 o III Encontro Nacional do MPL é realizado em Guararema, São Paulo. Nesses Encontros são afirmados os princípios constitutivos do MPL: horizontalidade, autonomia, independência e apartidarismo (mas não antipartidarismo),sendo que os princípios só podem ser alterados por consenso.
Em 2005 o MPL começa a ter contato com Lucio Gregori, secretário de transporte da gestão municipal de São Paulo entre 1990-1992, e a ideia de uma tarifa zero promovida naquela gestão. Tal contato ajudou o MPL a evoluir ao longo dos anos, da bandeira pela passe livre estudantil, para uma bandeira mais ampla, da Tarifa Zero, ao mesmo tempo que a discussão sobre transporte público o fazia pautar a discussão sobre mobilidade urbana, sobre o direito à cidade e sobre o acesso ao transporte como direito social.
Em 2011 os estudantes do Distrito Federal, onde o MPL sempre esteve bem atuante, conquistam o passe livre no transporte.
De 2003 a 2013 houve manifestações de grande expressão em dezenas de cidades brasileiras contra aumentos de tarifas do transporte coletivo, algumas das quais conquistando a revogação dos aumentos.
Em 2013 MPL ganha destaque na grande imprensa e a Tarifa Zero passa a ser tema de ampla discussão política após as grandes manifestações ocorridas em junho no país, as quais tiveram em grande parte como origem a mobilização do MPL de São Paulo para barrar o aumento das passagens de transporte coletivo na cidade. Ao fim de junho de 2013 mais de 100 cidades do país haviam reduzido a tarifa do transporte, em consequência das manifestações.

## Princípios e organização
O movimento organiza-se através de princípios básicos, aprovados em uma plenária pelo passe livre no V Fórum Social Mundial, dentro do Espaço Caracol Intergalactika. A partir de então, se constitui oficialmente o Movimento Passe Livre. Seus princípios na época eram independência, apartidarismo, horizontalidade e decisões por consenso. Durante o 3º Encontro Nacional do Movimento Passe Livre (ENMPL), em julho de 2006, adicionou-se o federalismo como princípio. Tais princípios só podem ser modificados pelo método do consenso.
O Movimento Passe Livre é um movimento horizontal, autônomo, independente e apartidário, mas não antipartidário. A independência do MPL se faz não somente em relação a partidos, mas também a ONGs, instituições religiosas, financeiras etc.
Os princípios constitutivos do MPL são definidos somente pelo método do consenso. Nas deliberações não referentes a princípios, busca-se propostas consensuais, na impossibilidade, deve-se ter previsto o recurso à votação.
O MPL se constitui através de um pacto federativo, isto é, uma aliança em que as partes obrigam-se recíproca e igualmente e na qual os movimentos nas cidades mantêm a sua autonomia diante do movimento em nível federal, ou seja, um pacto no qual é respeitada a autonomia local de organização.
As unidades locais devem seguir os princípios federais do movimento. Ressalta-se que o princípio da Frente Única deve ser respeitado, estando acima de questões ideológicas.
A articulação nacional do movimento é feita através de GTNs (Grupos de Trabalho Nacional), onde o movimento organiza ações conjuntas, impressos nacionais (como o jornal nacional do movimento) e o Encontro Nacional do Movimento Passe Livre (ENMPL). No último ENMPL, foi decidido como indicativo a criação de GTs de comunicação, organização e apoio jurídico.

## Propostas
A principal bandeira do movimento é a migração do sistema de transporte privado para um sistema público, fato que garantiria o acesso universal através do passe livre. Para o movimento, isto traria um sistema de transporte sem exclusão social. As ações do MPL passam por trabalhos de divulgação, estudos e análises dos sistemas de transporte locais, levando essas informações para diversos grupos dentro das cidades. Outra característica são as manifestações e o uso de ação direta, intervenções lúdicas e leis de iniciativa popular. O MPL utiliza esses meios a fim de pressionar o poder público, acreditando ser a melhor maneira de fazer política.

## Dia nacional do passe livre
Vinte e seis de outubro (26/10) é considerado O Dia Nacional de Luta pelo Passe Livre. Sua primeira "edição" ocorreu em 2005, onde uma catraca em chamas simbolizava a união das manifestações, ocorridas em 14 cidades. A data foi escolhida pois foi o dia, no de 2004, em que o projeto de lei em favor do passe livre estudantil (com cerca de 20 mil assinaturas) foi votado na Câmara de Vereadores de Florianópolis. O projeto foi aprovado em 4 de novembro.